# Lista de prêmios e indicações recebidos por Iza (cantora)
Esta é uma lista dos prêmios e indicações recebidos por Iza, uma cantora e compositora brasileira.

## Grammy Latino
O Grammy Latino é a maior e mais prestigiada premiação musical da América Latina. Iza foi indicada ao prêmio quatro vezes, sendo que todos os seus álbuns de estúdio foram indicados para a categoria de Melhor Álbum Pop Contemporâneo em Língua Portuguesa. Iza também foi a primeira brasileira indicada com uma canção de R&B nas categorias de língua portuguesa, quando em 2023 a canção Fé foi nomeada para Melhor Interpretação Urbana em Língua Portuguesa, categoria em que Iza é a pessoa mais indicada, com duas indicações.  
| Ano  | Recipiente      | Categoria                                           | Resultado | Ref.  |
| ---- | --------------- | --------------------------------------------------- | --------- | ----- |
| 2018 | Dona de Mim     | Melhor Álbum Pop Contemporâneo em Língua Portuguesa | Indicada  | [ 1 ] |
| 2023 | "Fé"            | Melhor Interpretação Urbana em Língua Portuguesa    | Indicada  | [ 2 ] |
| 2024 | "Afrodhit"      | Melhor Álbum Pop Contemporâneo em Língua Portuguesa | Indicada  | [ 3 ] |
| 2024 | "Fé nas Maluca" | Melhor Interpretação Urbana em Língua Portuguesa    | Indicada  | [ 4 ] |

## Capricho Awards
| Ano  | Recipiente | Categoria        | Resultado |
| ---- | ---------- | ---------------- | --------- |
| 2017 | Iza        | Revelação do Ano | Indicada  |

## Caldeirão de Ouro
| Ano  | Recipiente | Categoria     | Resultado |
| ---- | ---------- | ------------- | --------- |
| 2018 | "Pesadão"  | As 10+ do Ano | 3º Lugar  |
| 2019 | "Brisa"    | As 10+ do Ano | 6° Lugar  |

## Melhores do Ano
| Ano  | Recipiente    | Categoria      | Resultado | Ref.  |
| ---- | ------------- | -------------- | --------- | ----- |
| 2018 | Iza           | Melhor Cantora | Indicada  | [ 5 ] |
| 2019 | Iza           | Melhor Cantora | Indicada  | [ 5 ] |
| 2019 | "Dona de Mim" | Música do Ano  | Indicada  |       |

## Prêmio da Música Brasileira
| Ano  | Recipiente | Categoria                          | Resultado | Ref.  |
| ---- | ---------- | ---------------------------------- | --------- | ----- |
| 2023 | Iza        | Melhor Intérprete de Música Urbana | Indicado  |       |
| 2023 | "Fé"       | Projeto Audiovisual                | Indicado  |       |
| 2024 | Iza        | Melhor Intérprete de Música Urbana | Venceu    | [ 6 ] |

## Prêmio Mundo Negro
| Ano  | Recipiente | Categoria     | Resultado |
| ---- | ---------- | ------------- | --------- |
| 2022 | "Fé"       | Música do Ano | Indicado  |
| 2022 | Iza        | Voz do Ano    | Venceu    |

## Prêmio Multishow de Música Brasileira
O Prêmio Multishow de Música Brasileira é uma premiação realizada anualmente pelo canal Multishow.
| Ano  | Recipiente                   | Categoria             | Resultado |
| ---- | ---------------------------- | --------------------- | --------- |
| 2017 | Iza                          | Fiat Argo Experimente | Indicado  |
| 2018 | "Pesadão"                    | Música do Ano         | Venceu    |
| 2019 | Iza                          | Melhor Cantora        | Indicado  |
| 2019 | Dona de Mim                  | Música do Ano         | Indicado  |
| 2021 | Iza                          | Melhor Cantora        | Indicado  |
| 2022 | "Fé"                         | Melhor Clipe TVZ      | Indicado  |
| 2022 | "Fé"                         | Música do Ano         | Indicado  |
| 2022 | Iza                          | Artista do Ano        | Indicado  |
| 2022 | "Fé"                         | Capa do Ano           | Venceu    |
| 2023 | Iza                          | Artista do Ano        | Venceu    |
| 2023 | Iza                          | Voz do Ano            | Indicado  |
| 2023 | "Fé nas Maluca"              | Clipe TVZ do Ano      | Indicado  |
| 2023 | "Fé nas Maluca"              | Pop do Ano            | Venceu    |
| 2023 | "Afrodhit"                   | Álbum do Ano          | Indicado  |
| 2023 | "Afrodhit"                   | Capa do Ano           | Venceu    |
| 2023 | "Me Perdoa" (feat. Ferrugem) | Samba/Pagode do Ano   | Indicado  |

## Meus Prêmios Nick
| Ano  | Recipiente | Categoria             | Resultado | Ref.   |
| ---- | ---------- | --------------------- | --------- | ------ |
| 2017 | Iza        | Revelação Musical     | Indicada  | [ 11 ] |
| 2018 | Iza        | Gata Trendy           | Indicado  | [ 12 ] |
| 2018 | "Pesadão"  | Hit do Ano            | Indicada  | [ 12 ] |
| 2019 | "Brisa"    | Hit Nacional Favorito | Indicada  | [ 13 ] |
| 2020 | Será       | Hit Nacional Favorito | Indicado  |        |

## MTV Millennial Awards
| Ano  | Recipiente    | Categoria       | Resultado | Ref.   |
| ---- | ------------- | --------------- | --------- | ------ |
| 2018 | Iza           | Artista Musical | Indicado  | [ 14 ] |
| 2018 | Iza           | Crush do Ano    | Indicado  | [ 14 ] |
| 2018 | Iza           | #PrestAtenção   | Indicada  | [ 14 ] |
| 2018 | "Pesadão"     | Hino do Ano     | Indicada  | [ 14 ] |
| 2019 | "Dona de Mim" | Hino do Ano     | Indicado  |        |
| 2019 | Iza           | Arrasa no Style | Indicado  |        |
| 2020 | Será          | Feat Nacional   | Indicado  |        |

## POPTime Awards
| Ano  | Recipiente | Categoria               | Resultado | Ref. |
| ---- | ---------- | ----------------------- | --------- | ---- |
| 2019 | Iza        | Artista Nacional do Ano | Venceu    |      |
| 2019 | "Brisa"    | Música Nacional do Ano  | Venceu    |      |

## Prêmio Contigo! Online
| Ano  | Recipiente | Categoria         | Resultado | Ref.   |
| ---- | ---------- | ----------------- | --------- | ------ |
| 2017 | Iza        | Revelação Musical | Indicada  | [ 15 ] |
| 2018 | Iza        | Melhor Cantora    | Venceu    | [ 16 ] |
| 2019 | Iza        | Melhor Cantora    | Indicada  | [ 17 ] |

## Prêmio F5
| Ano  | Recipiente | Categoria        | Resultado | Ref.   |
| ---- | ---------- | ---------------- | --------- | ------ |
| 2018 | Iza        | Melhor Cantora   | Indicada  |        |
| 2018 | Iza        | Mulher Mais Sexy | Indicada  |        |
| 2019 | Iza        | Melhor Cantora   | Indicada  | [ 18 ] |
| 2019 | Iza        | Mulher Mais Sexy | Indicada  | [ 18 ] |
| 2021 | Iza        | Mulher Mais Sexy | Venceu    |        |

## Prêmio Faz Diferença
| Ano  | Recipiente | Categoria              | Resultado | Ref.   |
| ---- | ---------- | ---------------------- | --------- | ------ |
| 2019 | Iza        | Segundo Caderno/Música | Venceu    | [ 20 ] |

## Prêmio Geração Glamour
| Ano  | Recipiente | Categoria      | Resultado | Ref.   |
| ---- | ---------- | -------------- | --------- | ------ |
| 2018 | Iza        | Cantora do Ano | Venceu    | [ 21 ] |
| 2020 | Iza        | Mulher do Ano  | Venceu    | [ 22 ] |

## Prêmio Gshow
| Ano  | Recipiente | Categoria   | Resultado |
| ---- | ---------- | ----------- | --------- |
| 2018 | "Ginga"    | Hino do Ano | Venceu    |

## Prêmio Potências
| Ano  | Recipiente      | Categoria         | Resultado |
| ---- | --------------- | ----------------- | --------- |
| 2021 | "Gueto"         | Clipe do Ano      | Venceu    |
| 2022 | "Fé"            | Videoclipe do Ano | Indicada  |
| 2023 | IZA             | Artista do Ano    | Indicada  |
| 2023 | Afrodhit        | Álbum do Ano      | Indicada  |
| 2023 | "Fé nas Maluca" | Videoclipe do Ano | Venceu    |
| 2024 | IZA             | Artista do Ano    | Indicada  |

## Prêmio Jovem Brasileiro
| Ano  | Recipiente                 | Categoria        | Resultado | Ref.   |
| ---- | -------------------------- | ---------------- | --------- | ------ |
| 2018 | Iza                        | Melhor Cantora   | Indicada  |        |
| 2019 | Iza                        | Melhor Cantora   | Indicada  | [ 27 ] |
| 2019 | "Brisa"                    | Clipe Bombástico | Venceu    | [ 27 ] |
| 2020 | Iza                        | Melhor Cantora   | Indicado  |        |
| 2020 | "Yoyo" (com Gloria Groove) | Clipe Bombástico | Indicado  |        |

## Séries em Cena Awards
| Ano  | Recipiente | Categoria                 | Resultado | Ref. |
| ---- | ---------- | ------------------------- | --------- | ---- |
| 2020 | Iza        | Artista Feminina Nacional | Indicado  |      |

## Troféu Dia de Mandela
| Ano  | Recipiente | Categoria | Resultado |
| ---- | ---------- | --------- | --------- |
| 2023 | Iza        | Homenagem | Venceu    |

## Troféu APCA
| Ano  | Recipiente  | Categoria      | Resultado |
| ---- | ----------- | -------------- | --------- |
| 2018 | Iza         | Artista do Ano | Indicada  |
| 2018 | Dona de Mim | Melhor Álbum   | Indicada  |

## Troféu Internet
| Ano  | Recipiente | Categoria      | Resultado | Ref.   |
| ---- | ---------- | -------------- | --------- | ------ |
| 2019 | Iza        | Melhor Cantora | Indicada  |        |
| 2022 | Iza        | Melhor Cantora | Indicada  | [ 30 ] |

## Video Prisma Awards
| Ano  | Recipiente        | Categoria     | Resultado |
| ---- | ----------------- | ------------- | --------- |
| 2023 | Mejor Video LATAM | Fé Nas Maluca | Venceu    |

## WME Awards
| Ano  | Recipiente      | Categoria         | Resultado |
| ---- | --------------- | ----------------- | --------- |
| 2017 | Iza             | Revelação do Ano  | Venceu    |
| 2018 | Iza             | Melhor Cantora    | Indicado  |
| 2018 | "Pesadão"       | Melhor Música     | Venceu    |
| 2018 | Dona de Mim     | Melhor Álbum      | Venceu    |
| 2018 | "Dona de Mim"   | Melhor Videoclipe | Indicado  |
| 2019 | "Brisa"         | Melhor Videoclipe | Venceu    |
| 2019 | Iza             | Cantora do Ano    | Indicado  |
| 2023 | "Fé nas Maluca" | Videoclipe do Ano | Venceu    |

## Women of The Year
| Ano  | Recipiente | Categoria     | Resultado | Ref.   |
| ---- | ---------- | ------------- | --------- | ------ |
| 2020 | Iza        | Mulher do Ano | Venceu    | [ 32 ] |